# الغوث بن نبت

الغوث بن نبت(نابت) بن مالك بن زيد بن كهلان بن سبأ بن يشجب بن يعرب بن قحطان بن بن الهميسع بن تيمن بن نبت(نابت) بن إسماعيل بن إبراهيم.

## انظر ايضًا
- يغوث
- كهلان
- ود (إله)
- طوطم

## أبناءه
- الأزد: ومنهم الأوس، الخزرج، بارق،ألمع ،خزاعة، غسان، قبيلة حوالة، زهران، غامد، لهب، ثمالة، البقوم، عك، بلقرن وقبائل أخرى.
- أنمار: ومنهم خثعم وبجيلة، من أنمار بن إراش بن عمرو بن الغوث بن نبت بن مالك بن زيد بن كهلان.
- بنو عمرو بن الغوث بن نبت هم أخو الأزد بن الغوث بن نبت.[2]